# Vittorio Veneto (1934)
Vittorio Veneto byla italská bitevní loď, kterou používala Regia Marina za druhé světové války. Loď patřila do první dvojice bitevních lodí třídy Littorio/Vittorio Veneto. Byla postavena v loděnici Cantieri Riuniti dell'Adriatico v Terstu. Jednalo se o elegantní, dobře pancéřovanou a silně vyzbrojenou loď. Loď vstoupila do služby v dubnu roku 1940 a brzy se zapojila do bojů ve Středomoří. Během války byla protiletadlová výzbroj lodi zesílena o přidaných 16 kusů 20mm kanónů.
V době úspěšného britského útoku na Taranto byl Vittorio Veneto jednou z napadených lodí, britům se ho však nepodařilo poškodit. Její první bitvou byla srážka u mysu Spartivento. V březnu 1941 loď bojovala v dramatické bitvě u Matapanu, ve které byla poškozena leteckým torpédem. Loď nabrala mnoho vody, ale byla schopná doplout do Tarentu k opravě, která trvala do srpna 1941. Loď poté znovu poškodilo torpédo z britské ponorky Urge a znovu ji vyřadilo až do března roku 1942. V červnu 1942 se loď zapojila do bojů spojených se spojeneckou Operací Vigorous.
V září 1943, po italské kapitulaci, se loď vzdala spojencům a byla až do konce války internována v Egyptě. Po válce loď získala Velká Británie, v roce 1948 ji ale vrátila k sešrotování.